# پارک یونگ وو (بازیکن فوتبال)
این یک نام کره‌ای است؛ نام خانوادگی پارک است.
پارک یونگ وو (کره‌ای: 박용우؛ زادهٔ ۱۰ سپتامبر ۱۹۹۳) بازیکن فوتبال اهل کره جنوبی است.که در باشگاه فوتبال العین امارات در پست هافبک بازی می کند.
از باشگاه‌هایی که در آن بازی کرده‌است می‌توان به باشگاه فوتبال سئول اشاره کرد.
وی همچنین در تیم‌های ملی فوتبال زیر ۲۳ سال کره جنوبی و کره جنوبی بازی کرده‌است.